# Лановский, Тимофей Дмитриевич
Тимофей Дмитриевич Лановский — колхозник колхоза имени Третьей пятилетки Тайшетского района Иркутской области, Герой Социалистического Труда (1950).

## Биография
Родился в 1898 году на Украине. Был крестьянином-единоличником и за это в 1930 году был арестован и вместе с семьей направлен на работу в Сибирь. В пути у него погиб сын, годовалая дочь осталась на Украине. Работал в поселке Суетиха, затем направлен в поселок Верхний Сполох, ныне Тимирязево. Проявил трудовое рвение в сельскохозяйственных работах в колхозе, однако направлялся на лесозаготовки в связи с кулацким прошлым.
Осенью 1943 года Тимофей Дмитриевич был направлен на шахты в Кемеровскую область. Чудом выжив после двух завалов, в 1947 году был признан негодным для продолжения работ и отправлен в Тимирязево. По прибытии его назначили звеньевым полеводческого звена для исправления. Работа в поле осложнялась последствиями травм, полученных при авариях в шахтах. Но, несмотря на проблемы со здоровьем, Тимофей Дмитриевич со своими товарищами добились рекордных показателей производства.
За трудовую доблесть, обеспечившую получение высоких урожаев зерновых, 1 июля 1950 года Указом Президиума Верховного Совета СССР Лановскому Тимофею Дмитриевичу присвоено звание Героя Социалистического Труда с вручением Золотой Звезды «Серп и Молот» и ордена Ленина.
Тимофей Дмитриевич умер в 1963 году в деревне Тимирязево Иркутской области Тайшетского района вследствие сердечного приступа в 1956 году и парализации, вызванных тяжёлыми травмами, полученными в шахте.